# Potamocares striatus
Potamocares striatus is een keversoort uit de familie van de beekkevers (Elmidae). De wetenschappelijke naam van de soort werd in 1920 gepubliceerd door Antoine Henri Grouvelle in Alluaud & Jeannel.